# ATP Challenger Jersey
Das ATP Challenger Jersey (offiziell: Jersey International) war ein Tennisturnier, das von 2008 bis 2010 jährlich in Jersey stattfand. Es gehörte zur ATP Challenger Tour und wurde in der Halle auf Hartplatz gespielt.

## Liste der Sieger

### Einzel
| Jahr | Sieger           | Finalgegner  | Ergebnis   |
| ---- | ---------------- | ------------ | ---------- |
| 2010 | Jan Hernych      | Jan Minář    | 7:63, 6:4  |
| 2009 | Daniel Evans     | Jan Minář    | 6:3, 6:2   |
| 2008 | Adrian Mannarino | Andreas Beck | 7:64, 7:64 |

### Doppel
| Jahr | Sieger                          | Finalgegner                  | Ergebnis         |
| ---- | ------------------------------- | ---------------------------- | ---------------- |
| 2010 | Rohan Bopanna Ken Skupski       | Jonathan Marray Jamie Murray | 6:2, 2:6, [10:6] |
| 2009 | Eric Butorac Travis Rettenmaier | Colin Fleming Ken Skupski    | 6:4, 6:3         |
| 2008 | Colin Fleming Ken Skupski       | Chris Guccione Márcio Torres | 6:3, 6:2         |